# Malham Cove

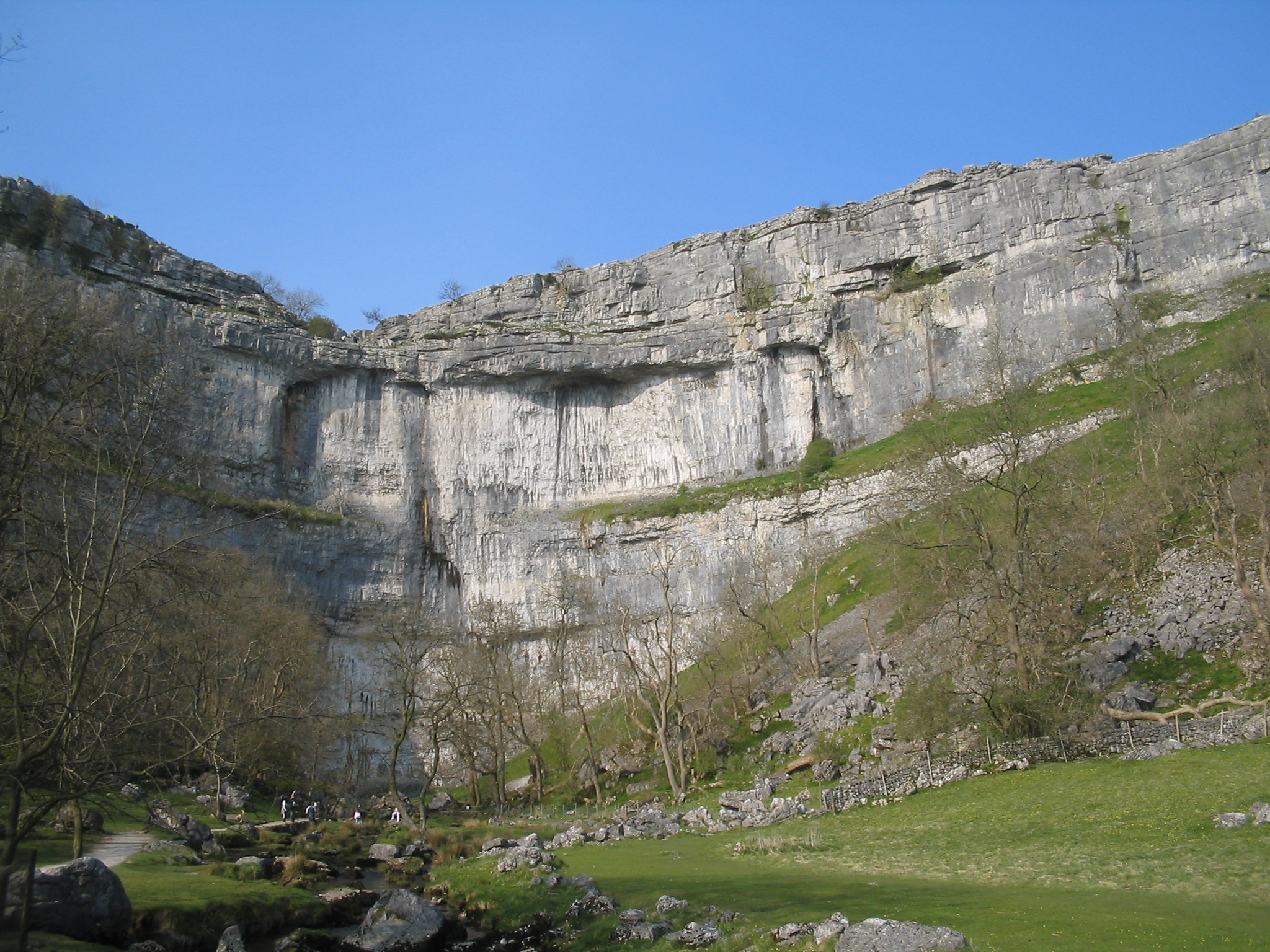
Malham Cove

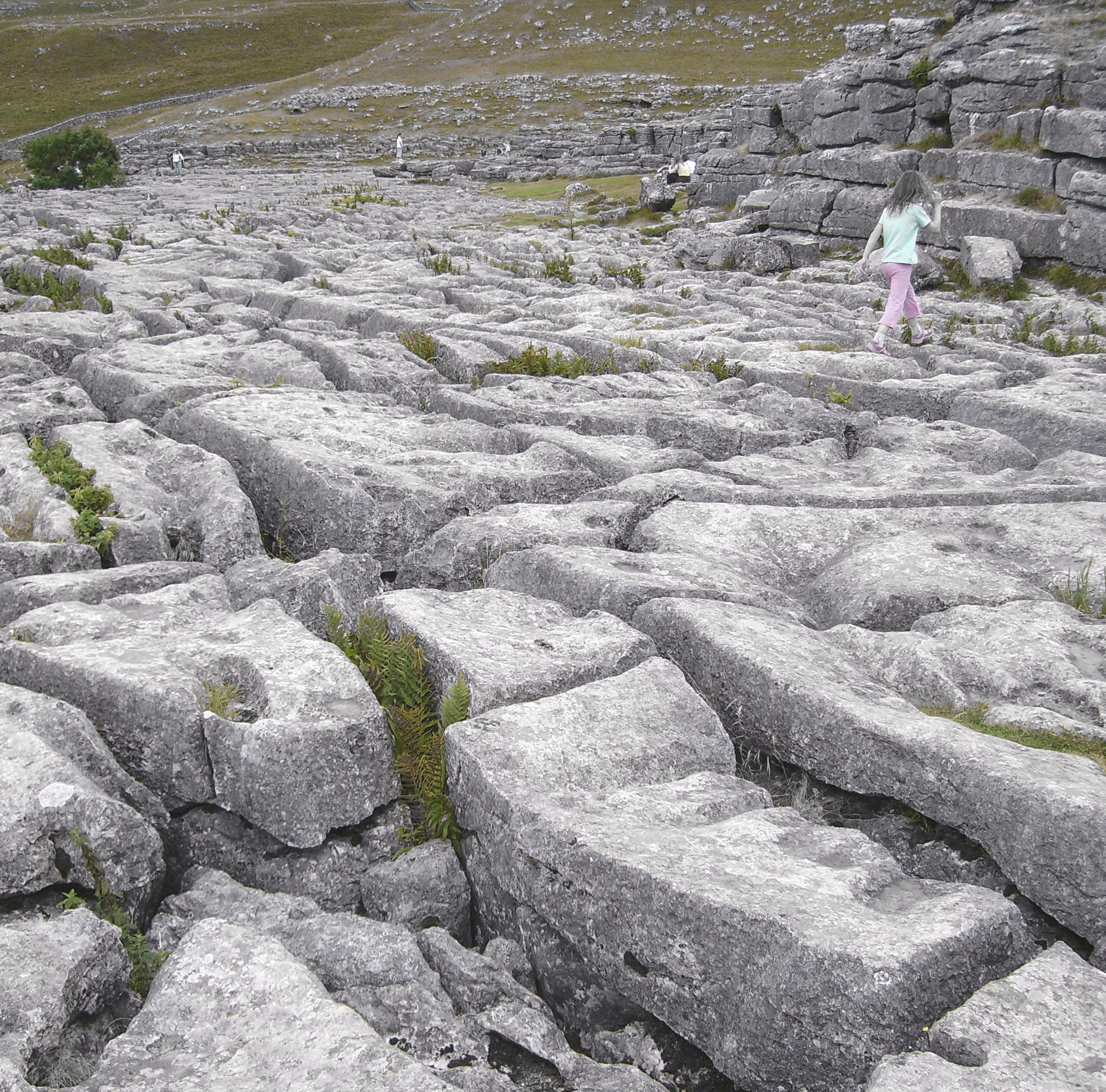
Oberfläche

Malham Cove ist eine natürliche Kalksteinformation nahe dem britischen Ort Malham in North Yorkshire. Sie besteht aus einer zerklüfteten Kalksteinoberfläche, die an ihrer Südseite senkrecht in Form eines Amphitheaters in das unterhalb gelegene Tal abfällt. Die Wand ist 80 Meter hoch und 300 Meter breit. An ihrem Fuß entspringt der Bach Malham Beck. 

## Wasserfall
Ursprünglich stürzte ein Wasserfall über die Klippe, der vom Abfluss des nördlich gelegenen Malham Tarn gespeist wurde. Seit dem Abschmelzen der eiszeitlichen Gletscher versinkt dieser Abfluss jedoch schon nach wenigen hundert Metern im Boden; das weitere Tal ist noch ins Gelände eingeschnitten, liegt aber normalerweise trocken. Lange Zeit vermutete man, dass das versunkene Wasser die Quelle bildet, die am Grund von Malham Cove entspringt. Mit Färbeversuchen wurde jedoch nachgewiesen, dass dies nicht der Fall ist.
Im Dezember 2015 füllte sich nach heftigen Regenfällen das trockene Bett so weit, dass am 6. Dezember 2015 wieder Wasser über die Klippe fiel. Das letzte bekannte derartige Ereignis fand im frühen 19. Jahrhundert statt, ebenfalls nach einer lang anhaltenden Regenperiode.

## Tourismus
Malham Cove wird vom Pennine Way durchquert, der oben durch das Trockental und unten entlang des Malham Beck verläuft.
Die Wand wird seit den 1950er Jahren beklettert und gilt als eines der bedeutendsten und schwierigsten Sportkletterziele auf der britischen Insel. Die derzeit schwierigsten Routen „Rainshadow“ 9a and „Overshadow“ 9a+ (beides französische Schwierigkeitsskala) stammen von Steve McClure und gehören zu den schwierigsten Routen in Großbritannien.

## Trivia
Einer breiten Öffentlichkeit wurde die Felsformation durch die Verfilmung "Harry Potter und die Heiligtümer des Todes: Teil 1" bekannt.

## Bilder

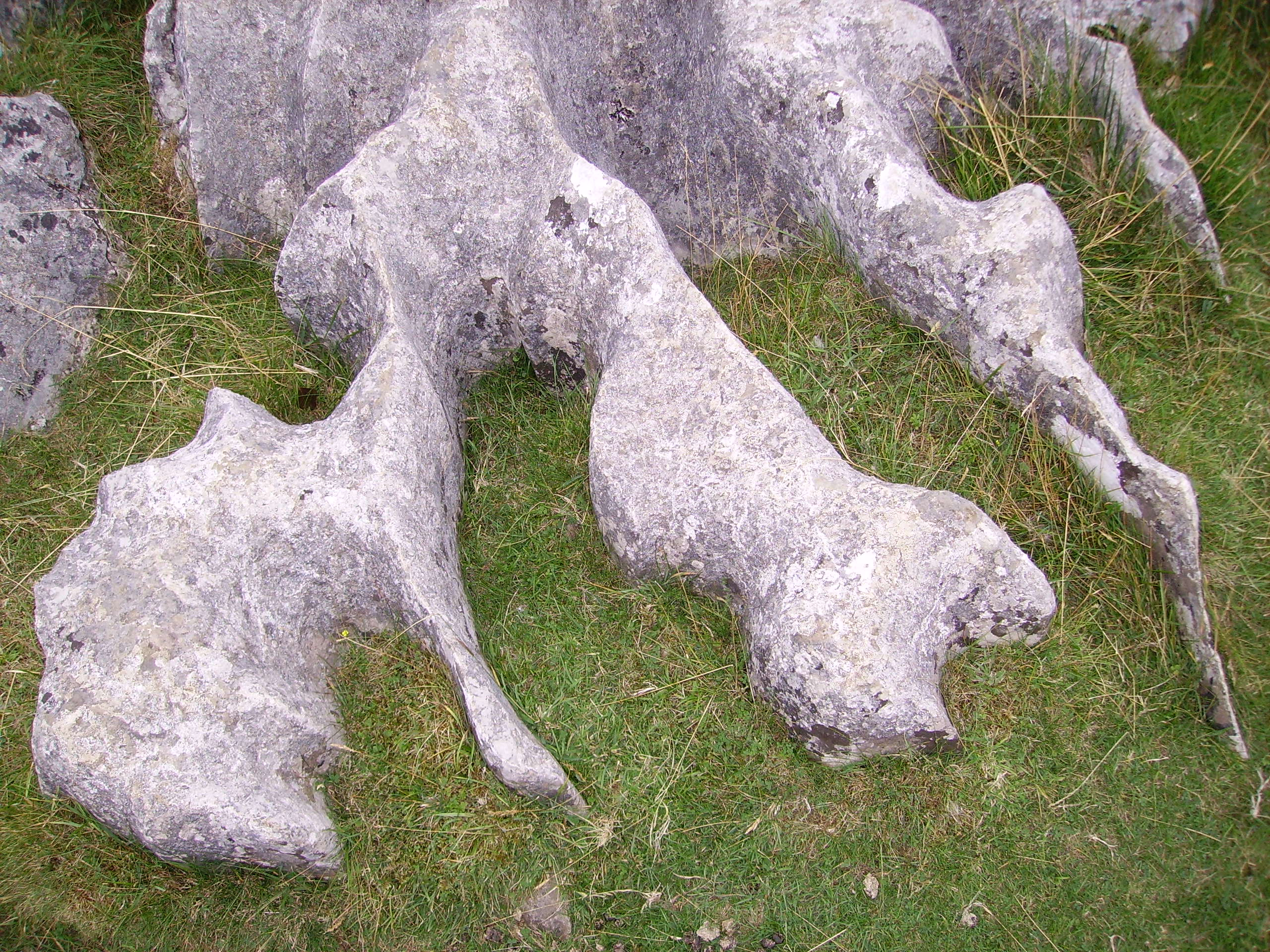
Malham Lings
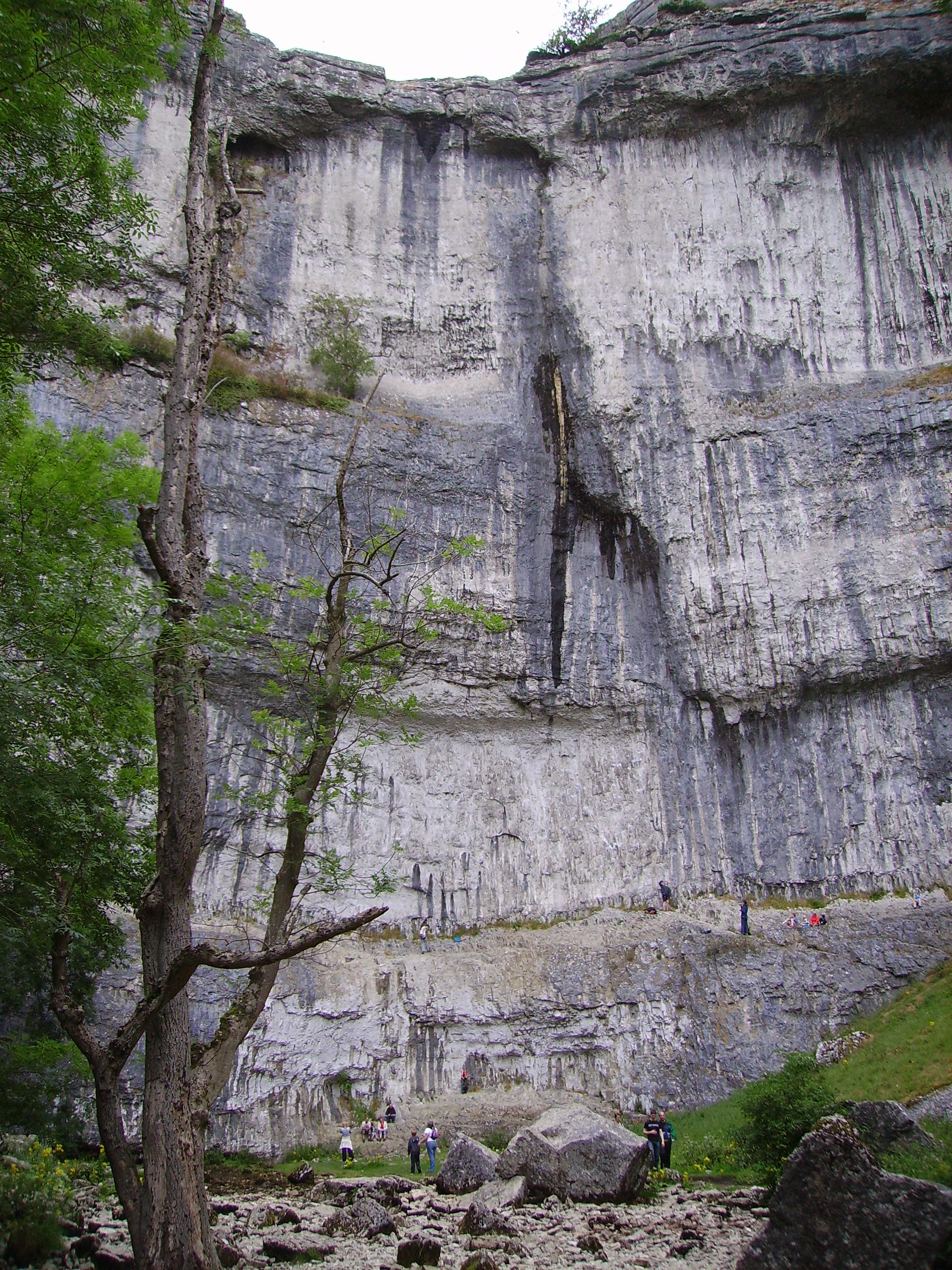
Wand
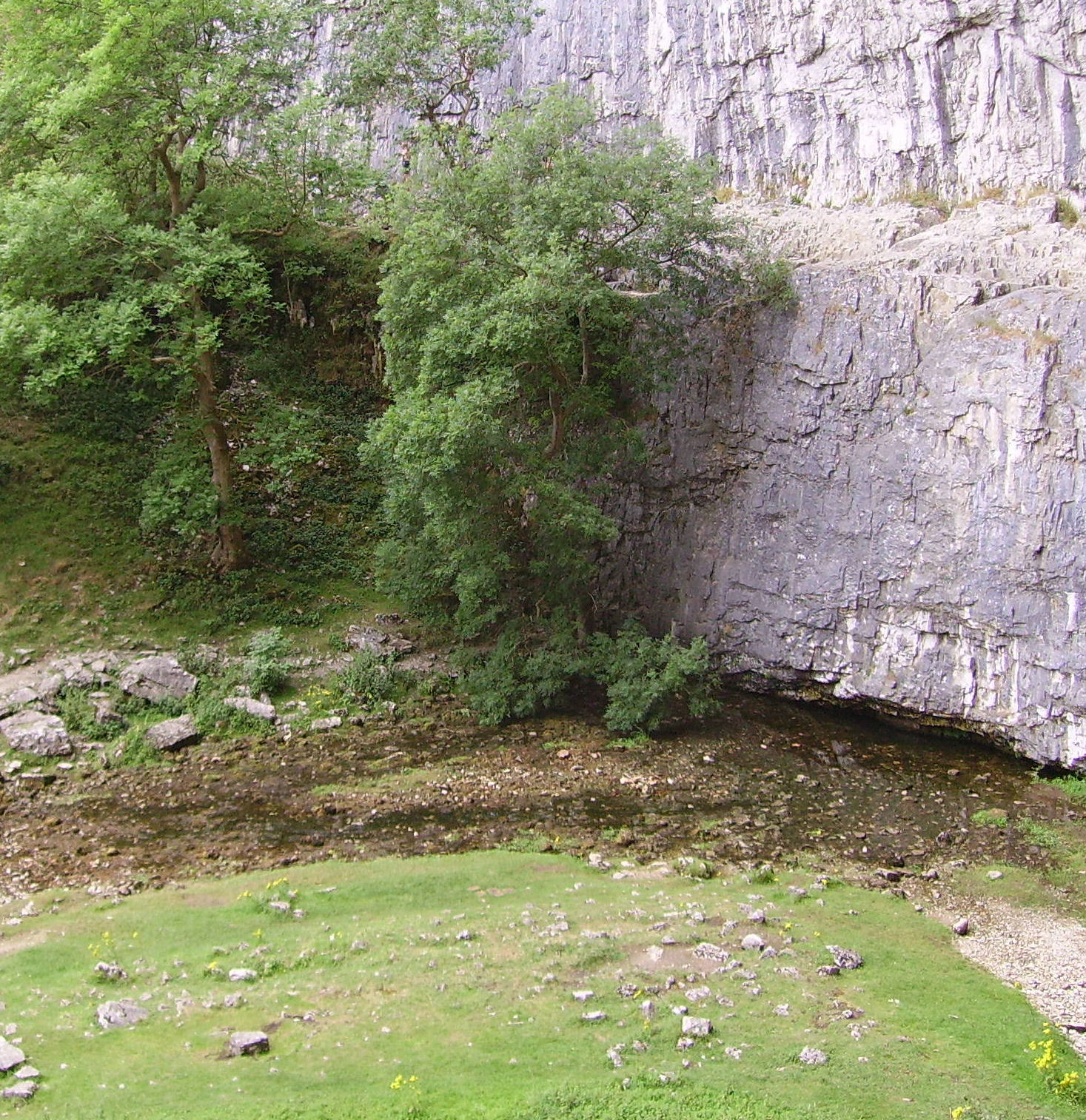
Quelle
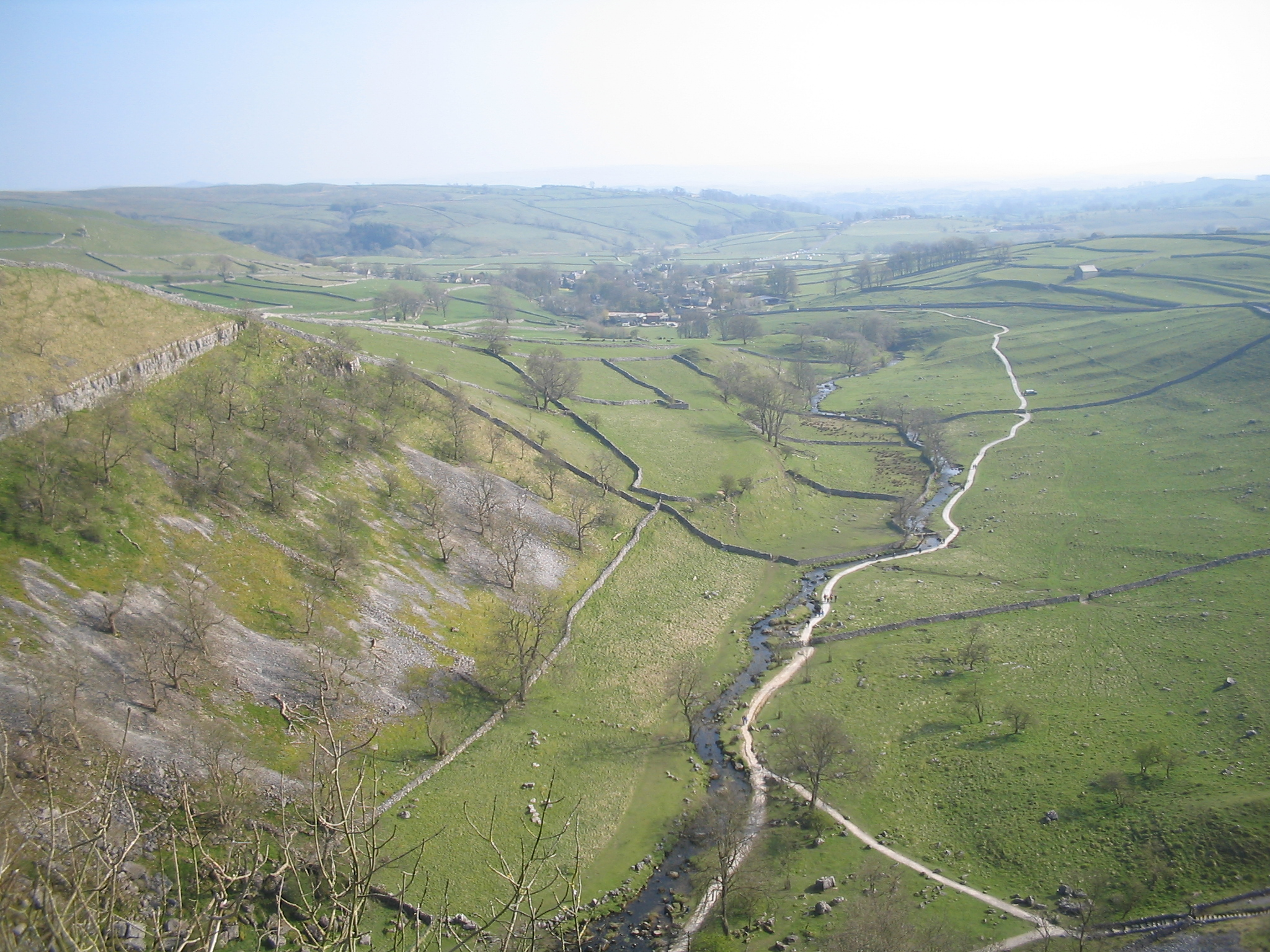
Blick ins Tal